# Máximo Calvo Olmedo
Máximo Calvo Olmedo est un réalisateur et directeur de la photographie, né le 18 novembre 1886 à Bercianos del Real Camino (Province de León, Espagne) et mort le 8 septembre 1976 à Cali (Colombie). Il s'installe en 1923 avec son épouse colombienne à Cali, après avoir contribué à la réalisation du premier long métrage muet colombien : María (1922).

## Filmographie

### Longs métrages
- 1922 : María
- 1941 : Flores del valle
- 1944 : Castigo del Fanfarrón